# S/2020 S 1
S/2020 S 1 ist einer der kleineren äußeren Monde des Planeten Saturn.

## Entdeckung und Benennung
S/2020 S 1 wurde am 24. Juni 2020 durch die Astronomen Scott Sheppard, David Jewitt, Jan Kleyna, Edward Ashton, Brett Gladman, Jean-Marc Petit und Mike Alexandersen auf Aufnahmen entdeckt, die mit dem 8,2-m-Subaru-Teleskop am Mauna-Kea-Observatorium angefertigt wurden. Aus diesem Zeitraum konnten 61 weitere Saturnmonde nachgewiesen werden; die Entdeckung wurde am 3. Mai 2023 bekannt gegeben, der Mond erhielt die vorläufige Bezeichnung S/2020 S 1.
Der Beobachtungszeitraum von S/2020 S 1 erstreckt sich vom 14. Dezember 2004 bis zum 8. Juli 2021; es liegen insgesamt 20 Beobachtungen über einen Zeitraum von 17 Jahren vor.

## Bahneigenschaften
S/2020 S 1 umkreist Saturn in einem Jahr und 85,8 Tagen auf einer stark elliptischen, prograden Umlaufbahn zwischen 6.101.350 km und 16.577.850 km Abstand zu dessen Zentrum. Die Bahnexzentrizität beträgt 0,462, die Bahn ist 47,0° gegenüber dem Äquator von Saturn geneigt.
Der Mond ist Bestandteil der sogenannten Inuit-Gruppe von Saturnmonden, die den Planeten mit Bahnneigungen zwischen 45,1° und 52,5° und Bahnexzentrizitäten zwischen 0,107 und 0,364 prograd umrunden.

## Physikalische Eigenschaften
S/2020 S 1 besitzt einen Durchmesser von etwa 2 km. Die absolute Helligkeit des Mondes beträgt 15,9 m.